# Весела вулиця (Тернопіль)
Весела вулиця — вулиця в мікрорайоні «Старий парк» міста Тернополя.

## Відомості
Розпочинається від вулиці Паркової, пролягає на північ до вулиці Галицької, де і закінчується. На вулиці розташовані переважно приватні будинки.

## Дотичні вулиці
Лівобічні: Північна
Правобічні: Євгена Петрушевича, Миколи Леонтовича, Тимофія Бордуляка, Квітова

## Транспорт
На вулиці знаходиться зупинка громадського транспорту «Вулиця Весела» (минула назва — «Управління соціального захисту»), до якої курсують автобусні маршрути № 21, 42.

## Установи
- Центр оброблення та перевезення пошти (Весела, 22)

## Комерція
- Магазини «Сусід», «Веселка», «Кутовий»